# Linkin Park
A Linkin Park amerikai nu metal, alternatív rock, hard rock, elektronikus rock együttes Agoura Hillsből. Megalakulásuk óta 90 millió albumot és 40 millió kislemezt adtak el, és két Grammy-díjat nyertek. Jelenlegi felállása Mike Shinoda énekes/ritmusgitáros/billentyűs, Brad Delson szólógitáros, Joseph Hahn DJ, Dave Farrell basszusgitáros, társszerző, Emily Armstrong énekes és Colin Brittain dobos. A csapat első hét stúdióalbumának felállásában a vezető énekes Chester Bennington és Rob Bourdon dobos szerepelt.
Az 1996-ban alakult csapat a 2000-ben megjelent Hybrid Theory című debütáló albumával szerzett világhírnevet, melyből világszerte több mint 30 millió példányt adott el, az Amerikai Hanglemezgyártók Szövetségétől (RIAA) az album gyémántlemez minősítést kapott 2005-ben. Következő albumuk, a Meteora tovább növelte a csapat népszerűségét, és 2003-ban a Billboard 200-as album toplistájának élére került. 27 millió példányt adtak el belőle.
Az első két album rádióbarát megszólalású nu metal/rap rock stílusa után a 2007-es Minutes to Midnight című harmadik lemezük komolyabb hangvételű lett, de újra első helyezést ért el a Billboard lemezeladási listáján. 2010-ben adták ki A Thousand Suns című negyedik albumukat, ami már rendkívül eltért attól, amit addig játszottak, és megosztotta a közönséget is. 2012. június 26-án adták ki ötödik stúdióalbumukat, a Living Things-et. Ennek az áprilisban kibocsátott kislemeze, a Burn It Down hamar a lemezeladási listák élmezőnyébe került. 2014-ben jelent meg hatodik albumuk a The Hunting Party, mely visszatért a keményebb rock hangzáshoz. Hetedik albumuk 2017 májusában jelent meg One More Light címmel, ami egy pop, pop/rock lemez lett. A zenekar ezt követően szünetet tartott, amikor a régi énekesük, Chester Bennington öngyilkos lett 2017 júliusában. 2024 szeptemberében a csapat újra összeállt, hogy elkészítse a From Zero című albumot, ugyanekkor csatlakozott a csapathoz Emily Armstrong és Colin Brittain aki az alapító dobost, Rob Bourdon-t váltotta fel. Az album várhatóan 2024 novemberében jelenik meg.
A Linkin Park a 21. század legkelendőbb zenekarai és a világ legkelendőbb zenei előadói közé tartozik, hiszen több mint 100 millió lemezt adtak el világszerte. Nyertek két Grammy-díjat, hat American Music Awards-ot, két Billboard Music Awards-ot, négy MTV Video Music Awards-ot, tíz MTV Europe Music Awards-ot, és három World Music Awards-ot. 2003-ban az MTV2 a Linkin Parkot a klipek korszakának hatodik és az új évezred harmadik legjobb zenekarának választotta. A Billboard-on a 19. helyre kerültek az évtized legjobb előadói listáján. 2012-ben a zenekart a 2000-es évek legjobb előadójának választották a VH1 Bracket Madness szavazásán. 2014-ben a zenekart a Kerrang! a "Jelenleg a világ legnagyobb rockzenekarának" nyilvánította.

## Történet

### 1996–2000: Alapítás és kezdetek
A Linkin Parkot három középiskolás barát alapította: Mike Shinoda, Brad Delson és Rob Bourdon. A középiskola után a fiúk nagyobb hangsúlyt fektettek a zenére, csatlakozott Joseph Hahn, Dave "Phoenix" Farrell és Mark Wakefield. Az együttes a Xero nevet kapta. 1996-ban Shinoda saját otthoni stúdiójában készítették el demófelvételüket, mely négy számot tartalmazott, de nem sikerült kiadót találniuk. A sikertelenség és a haladás hiánya arra késztette Mark Wakefieldet, az akkori énekest, hogy elhagyja az együttest. Később Farrel is kilépett, hogy a Tasty Snax-szel és más zenekarokkal turnézzon tovább.
Miután a Xero számottevő időt eltöltött Wakefield utódjának keresésével, felvette az új énekest, Chester Benningtont, akit Jeff Blue, a Zomba Music alelnöke szervezett be az együttesbe 1999 márciusában. Ezután felvették a Hybrid Theory nevet, mert a Xero foglalt volt.
A Bennington és Shinoda által kevert ének, illetve rap segített újraéleszteni az együttest, s arra ösztönözte őket, hogy dolgozzanak egy új anyagon (lemezen vagy demón). 1999-ben az együttes kiadta újabb demóját, a Hybrid Theory EP-t. A Linkin Park „reneszánszának” tetőpontja az volt, amikor ismét nevet változtattak ugyanabból az okból, mint először, Hybrid Theory-ról Linkin Parkra, a Santa Monica-i Lincoln Park tiszteletére. Ezen változtatások ellenére az együttesnek igyekeznie kellett, hogy lemezszerződést kapjon. Miután a nagyobb lemezkiadók megint elutasították őket, a Linkin Park újra Jeff Blue-hoz fordult segítségért. A Warner Bros. Records után Jeff Blue (ekkor már a Warner Bros. Records alelnöke) felülvizsgáltatta az ügyet, és sikerült aláíratni egy lemezszerződést a fiúkkal 1999-ben. A következő év őszén a Warner Bros. Records oldalán az együttes kiadta áttörő debütáló albumát, a Hybrid Theory-t.

### 2000–2002:Hybrid TheoryésReanimation

A Hybrid Theory kiadásának évében készült logó, amit az együttes egészen 2003-ig, a Meteora kiadásáig használt.

A Hybrid Theory-t a Linkin Park 2000. október 24-én adta ki. Az albumot Don Gilmore zenei producer állította össze. A Hybrid Theory elfogadott volt a zenei rajongók körében, az album kiadását követő évében több mint 4,8 millió darabot adtak el világszerte, ez volt a legjobban eladott album 2001-ben. Néhány szám, például a Crawling és a One Step Closer megalapozta helyüket az alternatív rock rádiók listáján egész évben. Továbbá pár szám megjelent filmekben is, mint például a Drakula 2000-ben, a Sátánka – Pokoli porontyban és a Véres Valentinban. A Linkin Park ebben az időszakban nyert egy Grammy-díjat, a legjobb hard rock teljesítményért kategóriában, továbbá két kategóriában jelölték, de nem nyerte meg: a legjobb új előadónak és a legjobb rockalbumért a Hybrid Theory albumért. Az MTV az együttesnek ítélt 2 saját díjat is az In the End klipért.
Ez idő alatt a Linkin Park rengeteg meghívást kapott nagyobb hírű turnékra, melyeket el is fogadott, pl.: az Ozzfest-en, a Family Vales Tour-on és a KROQ Almost Acoustic Christmas-ön is fellépett. Az együttes szervezett magának egy saját turnét, a Projekt Revolution-t, melyen több ismert előadó is fellépett, mint például Adema, Cypress Hill és Snoop Dogg. A Linkin Park ebben az időszakban összesen 320-szor lépett fel. A tapasztalatok és az előadások az első DVD-jükön, a Frat Party at the Pankake Festival-on volt rögzítve, melyet 2001 novemberében adtak ki. Ekkor visszavették a korábbi basszusgitárost, Dave Farrell-t, és elkezdtek dolgozni egy remix albumon, a Reanimation-ön, mely a Hybrid Theory-n található számokat dolgozta fel (és párat a Hybrid Theory EP-ről is). A Reanimation-t július 30-án adták ki 2002-ben, sok ember közreműködésével, mint például Jonathan Davis vagy Aaron Lewis. A Reanimation második helyen végzett a Billboard 200-on, és körülbelül 270 000 darabot adtak el a kiadást követő hétben.

### 2002–2004:Meteora
A Hybrid Theory és a Reanimation sikere után a Linkin Park jelentős időt töltött el koncertezéssel az Egyesült Államokban. Az együttes elkezdett dolgozni egy új lemezen, pedig szoros volt az időbeosztásuk; a turnébuszukon ezzel töltötték a kevés szabadidejüket. A Linkin Park nyilvánosan bejelentette 2002 decemberében, hogy készül az új album. Az új munkájukat a görögországi Meteórák ihlették, melyek olyan kolostorok, amelyeket magas sziklák tetejére építettek, és ezekről is nevezték el az új albumot. A Meteora album stílusa nu metal és rapcore keveréke, új effektekkel, beleértve a shakuhachi-t (japán fuvola, mely bambuszból készül), és más eszközöket is. Az új album 2003. március 25-én debütált, és azonnal ismert lett az egész világon, az eladási listákon első lett az Egyesült Államokban és Nagy-Britanniában, második pedig Ausztráliában.
Több mint 800 000 darabot adtak el a megjelenést követő héten, és a Meteora kapta a legtöbb eladott album címet a Billboard Charts-on. Ehhez az albumhoz is készültek kislemezek, mint például a Somewhere I Belong, a Breaking The Habit, a Faint, a Numb és a From The Inside, melyek jelentős rádiós figyelmet kaptak. 2003 októberében már majdnem 3 000 000 példányt adtak el világszerte.
Az album sikere megengedte a Linkin Parknak, hogy szervezzen egy újabb Projekt Revolution-t, melyen feltűntek új előadók, mint például a Mudvayne, a Blindside és az Xzibit. Ráadásul a Metallica meghívta a Linkin Parkot, hogy játsszanak a Summer Sanitarium Tour 2003–on, melyen részt vettek még olyan ismert együttesek, mint például a Limp Bizkit, a Mudvayne és a Deftones. Az együttes kiadott egy DVD-t, a Live in Texas-t, mely zene- és videóanyagokat tartalmazott a texasi koncertekről. 2004 elején a Linkin Park elkezdett egy világ körüli turnét (Meteora World Tour) egyéb együttesekkel, mint például a P.O.D., a Hoobastank, a Story of The Year és a Pia.
A Meteora az együttesnek több kitüntetést is hozott. A Linkin Park megnyerte az MTV Best Rock Video (legjobb rock videó) díját a Somewhere I Belong videóklipjére és a Viewers Choice (közönség díj) díját is, a Breaking The Habit című dalra. A Linkin Park 2004-ben megnyert még a Radio Music Awards díjak közül kettőt, „Az év együttese” és „Az év dala” (Numb) kitüntetéseket is. A Meteora volt a harmadik legtöbb példányban elkelt album Amerikában 2003-ban. 2004 első hónapjaiban az együttes turnézott az egész világon. Először a harmadik Projekt Revolutionnal kezdett, utána pedig több európai koncert következett.

### 2004–2006: Mellékprojektek
A Meteora sikere után az együttes elhalasztotta az új stúdióalbum készítését a következő pár évre. Ahelyett, hogy a Linkin Park folytatta volna a turnékat és belekezdett volna egy új albumba, a tagok elkezdtek dolgozni sok kis mellékanyagon, melyek nem tartoztak a Linkin Parkhoz. Chester megjelent Dj Lethal "State of the Art" című számában, és elkezdett dolgozni egy Dead by Sunrise nevű együttesben is, miközben Shinoda a Depeche Mode-dal dolgozott. 2004-ben az együttes összeállt Jay-Z-vel, hogy megalkossanak egy újabb remix albumot, a Collision Course-t. Az album, amely kevert zenét tartalmazott (a számok a Linkin Park zenéjét tartalmazta szöveg nélkül, s Jay-Z rap-jét, illetve fordítva), 2004 novemberében debütált. Shinoda is alapított egy új együttest, a Fort Minor-t. Jay-Z segítségével a Fort Minor kiadta első albumát, a The Rising Tied-et. Ugyanakkor az együttes barátsága a Warner Bros. Records kiadóval hirtelen megromlott, köszönhetően az egyéni gondolkodásoknak és a sok költségnek. Több hónap ellenségeskedés után megegyeztek egy alkuban 2005 decemberében.
A Linkin Park részt vett számos jótékonysági eseményen. Az együttes jótékonykodott a 2004-es Charlie hurrikán és a 2005-ös Katrina hurrikán áldozatai javára is, valamint 70 000 dollárt adományozott a Special Operations Warrior Foundation-nek 2004 márciusában. Az együttes segített a 2004-es tsunami áldozatainak is, jótékonysági koncerteket szervezett, és alapított egy segélyezési alapítványt, melynek a neve Music for Relief. Azonban a legfigyelemreméltóbb az, hogy a Linkin Park részt vett a Live 8-en, mely szintén jótékonysági koncertsorozat volt, amely főleg a Föld növekvő globális problémáira hívta fel a figyelmet. Az együttes Jay-Z-vel együtt is fellépett a Live 8-en Philadelphiában (Pennsylvania államban). Az együttes később Jay-Z-vel szerepelt együtt a 2006-os Grammy-díj kiosztó gálán is, a Numb/Encore közös számukkal megnyerték a Grammy-díj legjobb rap/ének együttműködésért díjat. A Linkin Park később a 2006-os Summer Sonic zenei fesztiválon is fellépett Japánban, ahova a Metallica hívta meg az együttest.

### 2006–2008:Minutes to Midnight

A Linkin Park újabb logója a Minutes to Midnight idején

2006. augusztus közepén a zenekar Japánba utazott a Summer Sonic fesztiválra, ahol egy egész új számot játszottak, a rendkívül sokatmondó című Qwerty-t, ami valószínűleg az együttes történetének "legzúzósabb" száma lett. Ennek hatására mindenki egy hasonlóan kemény albumra számított. Ezután megint visszatértek a stúdiójukba, közben egyre több interjúban hangoztatták, hogy Rick Rubin producerrel teljesen elhagyták a korábban jellemző nu metal hangzást, és újradefiniálták magukat.
2007 februárjában derült ki, hogy az új album címe Minutes to Midnight lesz, és május 15-én jelenik meg. Áprilisban debütált az első kislemez, a What I’ve Done, ami egyből a Billboard Modern Rock lista első helyére került, amit korábban összesen 2 zenekarnak sikerült elérnie, az R.E.M.-nek és a Red Hot Chili Peppersnek. Nem sokkal később a Given Up című számból is kezdtek részletek megjelenni, majd április 28-án az egész számot hallani lehetett az első koncerten, amit Berlinben játszottak. A szám hasonlóan keményre és pörgősre sikerült, mint a Qwerty, mindenkit biztosítva arról, hogy a What I've Done az album "legrádióbarátabb" száma lett.

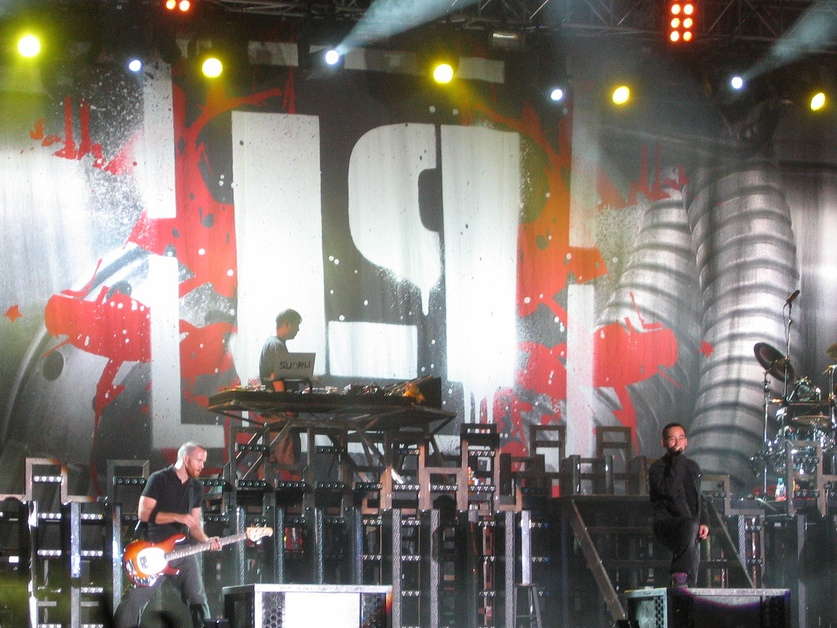
Linkin Park a Novarock Festivalon, 2007-ben

Az album megjelenésével azonban fény derült a valóságra. Ezzel új korszak kezdődött a Linkin Park történetében. A gyors és brutális nu metal hangzás teljesen eltűnt, a lemez fele lassú balladákból állt, és rögtön eléggé megosztotta a rajongótábort.
A Minutes to Midnight 2007 májusi megjelenése magával hozta az új koncerteket és az új dalokat is. Természetesen a közönség igényeinek kielégítése végett bekerültek a setlistbe az új album dalai, s a megjelenést követő európai turné setlistjében már ott szerepelt a No More Sorrow, a Leave Out All The Rest, a Given Up, a The Little Things Give You Away, a Bleed It Out és természetesen a What I've Done is. A megújult setlist osztatlan sikert aratott. A 2007-es Projekt Revolution a Digital Souvenir Packjainak és az LPU 7.0-nak köszönhetően a világon az összes rajongó számára könnyen elérhetővé váltak ezen számok élő verziói. Közben az év végére bekerült a listába a Hands Held High, a Shadow Of The Day, valamint a Wake. Az Egyesült Államokban több mint 4 millió, világszerte megközelítőleg 20 millió példány kelt el a lemezből.

### 2008–2011:A Thousand Suns

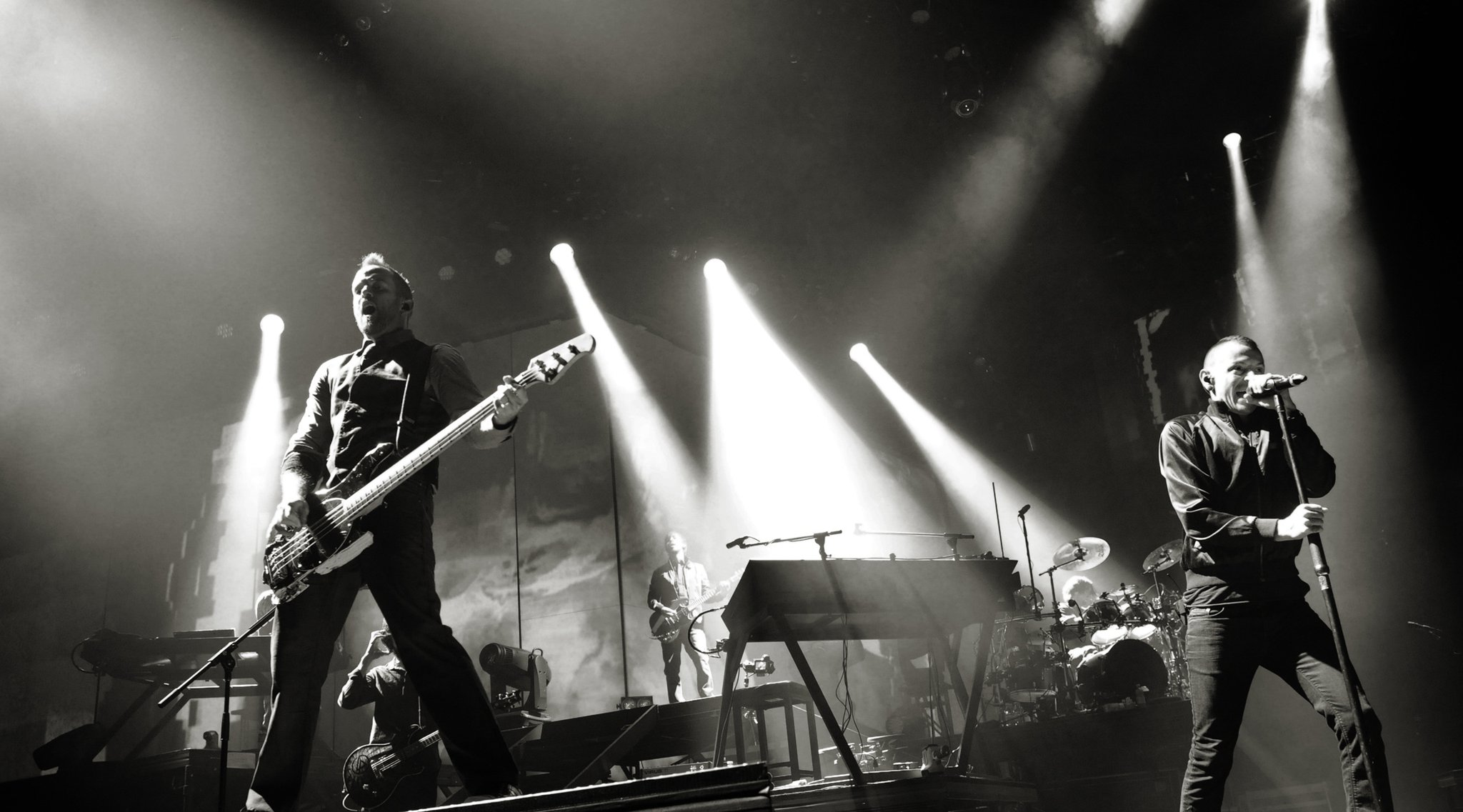
A Linkin Park Berlinben, 2010-ben

2009 májusában a csapat bejelentette, hogy elkezdtek dolgozni negyedik stúdióalbumukon, amely 2010 szeptemberében jelent meg, A Thousand Suns néven. hallgat. Az első kislemez, a The Catalyst augusztus elején készült el. A rajongókat megosztja az új szám, néhányan azt mondják, jó lett, néhányan pedig azt, hogy a régi stílus nekik jobban tetszett. A zenekar szerint ez a 'legmásabb' szám ahhoz képest, amit eddig játszottak.
Az új album 2010. szeptember 8-án jelent meg Japánban, 10-én Európa országaiban, köztük Magyarországon is kiadták, 12-én Afrikában, 14-én pedig Amerikában vált elérhetővé a rajongók számára. Az új lemez teljesen eltér az eddigi zenei stílustól. Emellett ez az eddigi leghosszabb Linkin Park-album.
Az együttes egy nyilvánosan közzétett levélben így nyilatkozott az új stílusról:

„Nem albumot készítettünk.
Hónapokon keresztül leromboltuk és újraépítettük a zenekart. A kísérletezések eredménye: egy teljes meghajtónyi különböző absztrakt hangminta. Amorf visszhangok, kakofón minták, kézi staccato-k, melyek kísérletező, nehezen megfogható melódiákká állnak össze. Minden dal olyan, mint egy hallucináció.
Nem tudtuk, hogy ezek az ötletek összerakhatók-e egy hagyományos albummá. Csak azt tudtuk, hogy nem akartuk, hogy a következő lemezünk előre megjósolható legyen. Ültünk együtt abban a stúdióban, ahol az első lemezünk is készült, mind a hatan elszántak voltunk, hogy a vékony jégre lépjünk, hogy valami igazán vakmerőt csináljunk.
A konvencionális album írása iránti vágyunk ahogy jött, úgy el is tűnt. A kísértés, hogy úgy alakítsuk kreatív látomásainkat, hogy azok a stúdió falain kívül is megfeleljenek az elvárásoknak, utat adott szemtelen ambícióinknak, amit zenekarként szerettünk volna elérni. Az „A Thousand Suns” készítésének két éve egy szürreális, üdítő és sokszor kihívó utazás volt a kreatív ismeretlenségbe.
Elkészülésének estéjén izgalmas és meglepő elképzelések lepleződtek le számunkra munkánk segítségével, melyet tudatalatti ihletek segítségével, kemény erőfeszítések árán raktunk össze. Az album megszemélyesített jelképrendszere nem dogma és nem is politikai megfontoltság. A felmerülő témák és metaforák egy egyéni emberi történetet világítanak meg.
Az „A Thousand Suns” a büszkeség, a pusztulás és a megbánás személyes ciklusával birkózik. Az életben, csakúgy, mint az álmokban, ez a folyamat nem mindig egyenes. És néha a valódi bűntudat áthatja a pusztító ciklust. A remény, természetesen, abból az elképzelésből fakad, hogy a változás mindig a legszívettépőbb pillanatainkban születik.
Élvezzétek a zenét.”

– Linkin Park

### 2011–2013:Living ThingsésRecharged
Bennington 2011 júliusában azt mondta a Rolling Stone-nak, hogy a Linkin Park célja tizennyolc havonta egy új album kiadása, és hozzátette megdöbbenne, ha 2012-ben nem adnának ki albumot. Később, 2012. március 28-án, Mike Shinoda megerősítette, hogy a zenekar zenei videót forgat a " Burn It Down " című dalhoz. A zenekar DJ-je, Joseph Hahn rendezte a videót.
2012. április 15-én Shinoda bejelentette, hogy Living Things lesz a Linkin Park ötödik albumának címe. Shinoda kijelentette, hogy azért Living Things címet választották, mert az album inkább az emberekről, a személyes interakciókról szól, és sokkal személyesebb, mint korábbi albumaik. A zenekar népszerűsítette az albumot a 2012-es Honda Civic Tour-on. A zenekar előadta "Burn It Down"-t 2012-es Billboard Music Awardson. Május 24-én megjelent a zenekar videoklipje a "Burn It Down"-hoz és debütált a "Lies Greed Misery", az album következő dala a BBC Radio 1-en. A "Powerless ", az album tizenkettedik és egyben záró dala, szerepelt az Abraham Lincoln: Vampire Hunter című filmben.
A kiadás hetében több mint 223 000 példányban kelt el az album, és első helyen debütált a Billboard 200-on. A zenekar kislemeze, a „Castle of Glass” jelölve lett a 2012-es Spike Video Game Awards-on a ,,Legjobb dal egy játékban” kategóriában. A Linkin Park az ausztráliai Soundwave zenei fesztiválon is fellépett, olyan zenekarok mellett mint a Metallica, Paramore , Slayer és a Sum 41.
2013. augusztus 10-én Steve Aokival együttműködve felvették a Light That Never Comes című dalt. Szeptember 12-én bejelentette a zenekar, hogy elkészítik a második remixalbumukat, ami a Living Things albumon lévő összes dal remix változatát fogja tartalmazni, több más előadó közreműködésével, mint Pusha T, Datsik, KillSonik, Bun B, Money Mark és Rick Rubin. A Recharged című remixalbumuk 2013. október 29-én jelent meg.

### 2013–2015:The Hunting Party
Shinoda egy interjúban megerősítette, hogy a Linkin Park elkezdte felvenni hatodik stúdió albumát 2013 májusában. A zenekar 2014. március 6-án kiadta a közelgő album első kislemezét, melynek címe: „Guilty All The Same”. A US Billboard Rock Airplay listáján, a 28. helyen debütált, mielőtt a Mainstream Rock listán a következő hetekben elérte az 1. helyet. Nem sokkal a kislemez megjelenése után a zenekar bejelentette, hogy hatodik albumuk a „The Hunting Party” címet viseli. Az album producerei a zenekar két tagja, Shinoda és Delson voltak, akik az első albumuk, a Hybrid Theory, és az együttes korábbi anyagainak zenei elemeit szerették volna feltárni. Shinoda megjegyezte, hogy "90-es évekbeli rock” stílusú a lemez: ,,Ez egy rock lemez. Hangos és rock, de nem annak értelmében, amit korábban hallottál, ami sokkal inkább a '90-es évek "hardcore – punk – thrash "-jére hasonlít. Az albumon több zenész is közreműködött: Rakim, Page Hamilton a Helmetből, Tom Morello a Rage Against the Machine-ből, és Daron Malakian a System of a Downból. A The Hunting Party a legtöbb országban 2014. június 13-án jelent meg, később az Egyesült Államokban június 17-én.
2014. június 14-én a Linkin Park fellépett a Download Festival-on, ahol lejátszották teljes egészében debütáló albumukat, a Hybrid Theory-t. A Linkin Park headliner volt 2014-ben a Rock am Ring és a Rock im Parkon a Metallica, a Kings of Leon és az Iron Maidennel együtt. Az Iron Maiden-nel együtt szintén headlinerek voltak a júliusi Greenfield Fesztiválon. 2015 januárjában a zenekar turnéra indult, hogy promotálják új albumukat. A zenekar az Egyesült Államokban és Kanadában lépett fel, mely 17 koncertet tett ki. Három koncertet le kellett mondaniuk miután Bennington eltörte bokáját kosarazás közben . Május 9-én a zenekar fellépett a Rock In Rio USA-n, a Metallica közvetlen támogatásaként.
2014. november 9-én az MTV Europe a Linkin Parkot a 2014-es év "Legjobb Rock fellépő"-jének nevezte meg éves zenei díjátadó ünnepségen. A zenekar 2014-ben elnyerte a „Legjobb rock zenekar” és a „Legjobb fellépő ” címet a Loudwire Music Awardson. A Revolver amerikai magazin aThe Hunting Party-t 2014 negyedik legjobb albumának nevezte. 2015. május 4-én egy AltWire-ral készített interjúban Shinoda beszélt az album reakcióiról és a zenekar jövőjéről: "Nagyon elégedett vagyok a The Hunting Party fogadtatásával és azt hiszem készen állunk valami új helyre lépni a következő albumon, amely [2016-ban] érkezik.
Steve Aoki kollaborált a Linkin Parkkal a „Darker Than The Blood” dalban, ami Aoki Neon Future II című albumán szerepel, melyet 2015. májusában adtak ki.
A Linkin Park 2015. november 7-én fellépett a BlizzCon 2015-ös záró ünnepségén, ami egyike volt a zenekar utolsó koncertjeinek 2015-ben.

### 2015–2017:One More Lightés Bennington halála
2015 novemberében a Linkin Park elkezdett dolgozni hetedik stúdióalbumán. Shinoda szerint a zenekar új folyamatot követett az album készítésekor. Brad Delson a zenekar gitárosa úgy fogalmazott: "Olyan sok lemezt készítettünk már, és egyértelműen tudjuk, hogyan kell lemezt készíteni, és ezúttal határozottan nem a könnyű utat választottuk."
Az új album első kislemeze a ”Heavy" melyben közreműködik Kiiara pop énekesnő. Ez volt az első alkalom, hogy női énekes szerepel a zenekar egyik albumának dalán. A dal szövegét a Linkin Park, Julia Michaels és Justin Tranter-rel közösen írta. A kislemez február 16-án jelent meg. Ahogy a múltban is tették, a Linkin Park rejtélyes üzeneteket küldött online az új albumra vonatkozóan. Az album borítóját digitális puzzle-lel fedték fel a közösségi médiában. A borítón hat óceánban játszó gyerek látható. A zenekar hetedik albuma, 2017. május 19-én jelent meg One More Light címmel.
A zenekar május elején kezdte a koncertezést Dél-Amerikában. Felléptek Argentinában, Chilében, Peruban és Brazíliában. Ezt követte az európai turné, ahol több fesztiválon headlinerek voltak, többek között a Volt Fesztiválon is. Karrierjük során ekkor jártak először Magyarországon. A Linkin Park turnéja során 21 koncertet adott 2017-ben. Utolsó koncertjük Chesterrel 2017. július 6-án volt, Birminghamben.
Chester Bennington 2017. július 20-án reggel, öngyilkos lett. Shinoda erősítette meg Bennington halálát Twitteren: "Sokkolt és megszakad a szívem, de igaz. Egy hivatalos közleményt kiadunk, amint lesz egy". Korábban épp aznap jelent meg a zenekar videoklipje a „Talking To Myself” című dalukhoz. Egy nappal Bennington halála után a zenekar lemondta a One More Light World Tour észak-amerikai turnéját. Július 24-én reggel a Linkin Park nyílt levelet tett közzé honlapjukon Benningtonnak címezve. Július 28-án Shinoda bejelentette, hogy a zenekar Music for Relief jótékonysági adományait átirányítják a One More Light Fund-hoz, amelyet Bennington emlékére hoztak létre. Augusztus 4-én, amikor a zenekar eredetileg Good Morning America-ban játszott volna, Chris Cornell tizenkét éves lánya, Toni (aki Bennington keresztlánya volt) elénekelte a One Republiccal a Hallelujah-t édesapja és Bennington tiszteletére. Chester májusban elénekelte a dalt Chris Cornell temetésén, aki szintén öngyilkos lett májusban. Bennington akkor így fogalmazott neki szánt levelében: „Nem tudok elképzelni egy világot amiben te nem vagy benne”.
Augusztus 22-én a Linkin Park bejelentette emlékkoncertjét Bennington tiszteletére. A zenekar megköszönte a rajongóknak a támogatást, és elmondták: "Mi ötünk annyira hálás minden támogatásért, amellyel gyógyíthatjuk és építhetjük a Linkin Park jövőjét". A zenekar később megerősítette, hogy az emlékkoncertet október 27-én Los Angelesben, a Hollywood Bowl-ban tartják meg. Az eseményen több vendégelőadó szerepelt, akik a zenekarral együtt játszották a Linkin Park dalait. Az emlékkoncert több mint három órán át tartott, a YouTube-on élőben közvetítették. 2017 novemberében a zenekar bejelentette, hogy december 15-én jelenik meg a Benningtonnal folytatott utolsó turnéjukból összeállított koncertalbum, One One Light Live címmel. November 19-én a Linkin Park az American Music Awardson megkapta a Favourite Alternative Artist díjat amit a zenekar 3 tagja Brad Delson, Mike Shinoda és Rob Bourdon vett át. A díjat Benningtonnak ajánlották.

### 2017–2023: Szünetek és újrakiadások
Az együttes Bennington halála után szünetet tartott. 2017. december 17-én egy Instagram élő csevegés során valaki arról kérdezte Shinodát, hogy a Linkin Park a jövőben fog e Chester hologramjával fellépni. Shinoda válaszolt: ,,Azt nem tehetem. Nem csinálhatok egy hologram-Chestert, srácok. Az lenne a legrosszabb." Aztán kifejtette bővebben: „Ha már veszítettetek el szerettet, például a legjobb barátot, egy családtagot, el tudjátok képzelni, hogy hologramként látjátok viszont? Szörnyű lenne.” Aztán rátért a zenekar jövőjére: ”Nem tudom, mit fogunk csinálni, de ki fogjuk találni”.
2018. január 28-án Shinoda válaszolt egy rajongó kérdésére a Twitteren, aki a Linkin Park jövőjével kapcsolatban érdeklődött és azt írta: "Minden szándékomban áll folytatni az LP-t, és a srácok ugyanazt érzik. Sok újjáépítésre van szükségünk, és kérdéseket kell megválaszolni, így időbe telik." 2018. március 29-én Shinoda azonban kijelentette a Vulture-ral készített interjúban, hogy bizonytalan az együttes jövőjét illetően. 2018. április 17-én a Billboard Music Awards 3 kategóriában díjra jelölte a csapatot, de egyiket sem nyerte meg. 2019. február 18-án egy interjúban Mike hosszan kifejtette válaszát arra a kérdésre, hogy a zenekar keres e másik énekest Chester helyére, valamint kijelentette, hogy a banda nyitott a folytatásra, bár még nem dőlt el, hogy ez milyen formában történik meg: 

„Nincs ilyen célom most. Úgy érzem, természetesen kell megtörténnie. És ha találunk valakit, aki jó arc, illik közénk a személyisége és a stílusa, akkor elképzelhetőnek tartom, hogy megpróbálunk csinálni vele valamit. Nem azért, hogy lecseréljük… soha nem szeretném azt érezni, hogy lecseréltük Chestert. A cél az, hogy… van egy pár dolog. Egy: mindannyiunknak lételeme a zenélés, és enélkül meglenni szerintem nehéz. Nekem biztosan nehéz lenne. Tavaly sem akartam mást csinálni, de láttam, hogy a zenekar még nem áll készen erre, szóval elkezdtem egyedül csinálni. Ugyanakkor tudom, hogy a többiek is imádnak színpadon lenni, imádnak stúdióban lenni, és enélkül meglenni – nem is tudom – szinte már egészségtelen. És ha ahhoz, hogy ezt csinálhassuk, az kell, hogy valaki mást is bevegyünk azért, hogy működjön, akkor meg fogjuk tenni. A másik dolog pedig a rajongók iránti tisztelet. Szerintem sok rajongónk van, akik továbbra is szeretnék a színpadon látni a srácokat és hallani a számokat, és ha kirakjuk, hogy lesz egy koncert, el szeretnének jönni. Amíg ez a kapcsolat, amíg ez az érdeklődés megvan, addig van motivációnk arra, hogy valahogy megoldjuk a dolgot. De ahogy mondtam, természetesen kell jönnie. Nem járom az utcákat azért, hogy “énekest keresünk” posztereket ragasszak ki. Szerintem ez nem lenne helyénvaló és valószínűleg szörnyű ötlet.”

2020. április 28.-án az együttes basszusgitárosa, Dave Farrell elmondta, hogy a zenekar új zenén dolgozik. Augusztus 13.-án kiadták a She Couldn’t című számot, amelyet eredetileg 1999-ben vettek fel, és amelyről később kiderült, hogy a csapat Hybrid Theory című debütáló albumának 20 éves jubileumi kiadásán fog szerepelni, amely október 9.-én jelent meg. 2021. január 8.-án kiadták a 100 Gecs amerikai elektronikus duó, a One Step Closer remixét. A zenekar azt is elmondta, hogy ez volt az első a Reanimation által inspirált remixek közül. 2021. október 29.-én Mike Shinoda egy interjúban válaszolt arra a kérdésre, hogy fog-e a Linkin Park újra koncertezni: ,,Most nincs itt az ideje [a zenekar visszatérésére]. Nem ezen van a hangsúly. Még nem matekoztuk ki. És ezt nem a pénzügyi matematika alatt értem, hanem az érzelmi és kreatív matematikát." 2022 áprilisában Shinoda megismételte, hogy a banda nem dolgozik új albumon, se új zenén, vagy turnén.
2023 februárjában a zenekar interaktív játékot indított a honlapján a Meteora közelgő 20. évfordulója alkalmából. Február 6-án bemutattak egy korábban kiadatlan Lost demót, amely hivatalosan február 10-én jelent meg, az album közelgő újrakiadásának első kislemezeként, amelyet április 7-én adtak ki. A Spotify platformon a dal kevesebb, mint 4 hónap alatt elérte a 100 millió lejátszást. A második kislemez, a Fighting Myself március 24-én jelent meg.

### 2023–jelen: Újraegyesülés,PapercutsésFrom Zero
A nagyközönség tudta nélkül, 2023-ban a banda állítólag felkereste Emily Armstrongot és Colin Brittaint hogy Linkin Park néven adjanak ki új zenéket. 2024. február 23-án megjelentettek egy korábban kiadatlan dalt a One More Light sessionről, a Friendly Fire-t. Ezt követte a banda első legnagyobb slágereinek albuma, a Papercuts, amely április 12-én jelent meg, és amely a 2000 és 2023 között megjelent legkelendőbb kislemezeiket öleli fel. A gyűjtemény tartalmazza a "Friendly Fire"-t, valamint a "QWERTY" című dal első hivatalos kiadását is, amely először 2006-ban jelent meg az LP Underground 6.0-n. 2024. április 30-án a Billboard arról számolt be, hogy a csapat foglalási ügynöksége a WME ajánlatokat fogadott el egy esetleges újraegyesülési turnéra é a 2025-ben esedékes turnéra és fesztiválfellépésekre, a felállásban pedig Shinoda, Delson, Farrell, és egy női énekes szerepelt Bennington helyett.
Egy titokzatos 100 órás visszaszámlálást követően, a zenekar szeptember 5-én Los Angelesben egy ötórás rendezvényen új híreket jelentett be, amelyen csak az Underground tagok vehettek részt.
A szeptember 5-i élőben közvetített eseményen a csapat bejelentette visszatérését, ezzel egy időben bejelentették Emily Armstrong és Colin Brittain csatlakozását a zenekarhoz. Emellett kiadták és előadták a The Emptiness Machine című dalt From Zero című albumuk első kislemezét, amely 2024. november 15-én jelent meg.
A csapat egy aréna körútra is indult négy kontinensen, amely szeptember 11-én kezdődött az inglewoodi Kia Forum-on, és november 16-án São Paulo-ban Brazíliában ér véget. Shinoda szerint a csapat 2025-ben "erősen turnézni fog". Miután Alex Feder vette át a helyét a visszatérő eseményen, Delson bejelentette visszavonulását a turnétól, hogy a zenekar "kulisszák mögötti" aspektusaira koncentrálhasson.
Armstrong zenekarhoz való csatlakozása felkeltette a figyelmet Danny Masterson támogatására, mielőtt 2023-ban nemi erőszakért elítélték, valamint a Szcientológia Egyházhoz fűződő kapcsolatairól, amelyekről először Cedric Bixler-Zavala a The Mars Volta progresszív rockegyüttes tagja számolt be. Szeptember 6-án Armstrong egy Instagram-történetben reagált a bírálatra, és kijelentette, hogy a 2020-as bírósági megjelenése óta nem volt kapcsolatban Mastersonnal, és elítélte a bűneit. Bennington egyik fia azt nyilatkozta, hogy a csapat "elárulta a rajongótáborát" a változtatással. 2024. szeptember 22-én a csapat előadott egy új dalt, Heavy is the Crown címmel, Hamburg-ban, Németországban, amely az album második kislemezeként jelent meg 2024. szeptember 24-én a Riot Games 2024-es League of Legends világbajnokság fő témájaként. Az album harmadik kislemeze, az Over Each Other 2024. október 24-én jelent meg, ezt követte a Two Faced című negyedik kislemez 2024. november 13-án. Nem sokkal az album megjelenése után a zenekar ismét stúdióba vonult, és klipeket osztott meg a közösségi médiában. 2025. március 17-én a zenekar bejelentette új dalát, az Up from the Bottom-ot, amely március 27-én jelent meg a From Zero deluxe verziójának első kislemezeként. Április 25-én a zenekar kiadta az Unshatter-t, a From Zero deluxe második kislemezét. Április 16-án bejelentették, hogy a zenekar fellép a 2025-ös UEFA Bajnokok Ligája döntőjében a müncheni Allianz Arenában, május 31-én.

## Zenei stílus
A Linkin Park stílusának fő befolyásoló zenekarai a Nine Inch Nails, a Deftones, a The Roots és az Aphex Twin. Egyedi hangzása több műfaj összekovácsolásával jött létre, mint például a rap-metal, a hiphop, az alternatív metal és különböző elektronikus zenék. A stílusuk egyaránt tartalmazza a metal agresszív jellemzőit, valamint a popzene lágy, romantikus világát. A zenéjükben alapnak számít a gitár, a dob, a basszusgitár és az ének. Gyakran lehet hallani billentyűs hangszereket és a zenekar gyakran alkalmaz elektronikus effekteket, programozott szintetizátort és különböző dobgépeket, ezért a zenekar újabb dalai főleg az elektronikus rock műfaja alá tartoznak.
Az éneket a két énekes tette sokszínűvé, Mike Shinoda a raprészeket játssza, ritkán dallamos énekhangját is bemutatja, míg Chester Bennington volt felelős az ordításokért és többnyire a lágy éneklésért. A lágy, lassú részeket nagyon gyorsan váltja fel az erőteljes hangzás.

## Az együttes tagjai

### Jelenlegi tagok
- Emily Armstrong – vezető ének (2023–)
- Mike Shinoda – rap, gitár, zongora, ének (1996–)
- Joseph Hahn – DJ (1996–)
- Brad Delson – gitár (1996–)
- David Michael Farrell – basszusgitár (1996–1998, 2001–)
- Colin Brittain – dob (2023–)

### Korábbi tagok
- Rob Bourdon – dob (1996–2023)
- Chester Bennington – vezető ének, gitár (1999–2017; 2017-ben elhunyt)
- Mark Wakefield – ének (1996–1998)

### Koncertzenészek
- Kyle Christener – basszusgitár (1999–2000)
- Ian Hornbeck – basszusgitár (2000)
- Scott Koziol – basszusgitár (2000–2001)

## Diszkográfia
Stúdióalbumok
- Hybrid Theory (2000)
- Meteora (2003)
- Minutes to Midnight (2007)
- A Thousand Suns (2010)
- Living Things (2012)
- The Hunting Party (2014)
- One More Light (2017)
- From Zero (2024)

Dalok
| Év   | Dal                                         | Album                                          |
| ---- | ------------------------------------------- | ---------------------------------------------- |
| 2000 | One Step Closer                             | Hybrid Theory                                  |
| 2001 | Crawling                                    | Hybrid Theory                                  |
| 2001 | Papercut                                    | Hybrid Theory                                  |
| 2001 | In the End                                  | Hybrid Theory                                  |
| 2002 | Pts.OF.Athrty (feat. Jay Gordon)            | Reanimation                                    |
| 2003 | Somewhere I Belong                          | Meteora                                        |
| 2003 | Faint                                       | Meteora                                        |
| 2003 | Numb                                        | Meteora                                        |
| 2004 | From the Inside                             | Meteora                                        |
| 2004 | Breaking the Habit                          | Meteora                                        |
| 2004 | Numb / Encore (feat. Jay-Z)                 | Collision Course                               |
| 2007 | What I’ve Done                              | Minutes to Midnight                            |
| 2007 | Bleed It Out                                | Minutes to Midnight                            |
| 2007 | Shadow of the Day                           | Minutes to Midnight                            |
| 2008 | Given Up                                    | Minutes to Midnight                            |
| 2008 | Leave Out All the Rest                      | Minutes to Midnight                            |
| 2009 | New Divide                                  | Transformers: Revenge of the Fallen- The Album |
| 2010 | The Catalyst                                | A Thousand Suns                                |
| 2010 | Waiting for the End                         | A Thousand Suns                                |
| 2011 | Burning in the Skies                        | A Thousand Suns                                |
| 2011 | Iridescent                                  | A Thousand Suns                                |
| 2011 | Not Alone                                   | Download to Donate for Haiti                   |
| 2012 | Burn It Down                                | Living Things                                  |
| 2012 | Lost in the Echo                            | Living Things                                  |
| 2012 | Powerless                                   | Living Things                                  |
| 2013 | Castle of Glass                             | Living Things                                  |
| 2013 | A Light That Never Comes (feat. Steve Aoki) | Recharged                                      |
| 2014 | Guilty All The Same (feat. Rakim)           | The Hunting Party                              |
| 2014 | Until It’s Gone                             | The Hunting Party                              |
| 2014 | Wastelands                                  | The Hunting Party                              |
| 2014 | Rebellion (feat. Daron Malakian)            | The Hunting Party                              |
| 2014 | Final Masquerade                            | The Hunting Party                              |
| 2017 | Heavy (feat. Kiiara)                        | One More Light                                 |
| 2017 | Talking to Myself                           | One More Light                                 |
| 2017 | One More Light                              | One More Light                                 |
| 2020 | She Couldn’t                                | Hybrid Theory (20th Anniversary Edition)       |

Közreműködések/Remixalbumok
- Reanimation (2002)
- Collision Course (2004)
- Recharged (2013)

Koncertalbumok
- Live in Texas (2003)

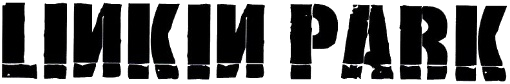
A csapat régebbi logója

- Road to Revolution: Live at Milton Keynes (2008)
- A Thousand Suns+ (2011)
- Living Things + (2013)
- One More Light Live (2017)

Középlemezek
- Hybrid Theory EP (Underground V1.0) (1999; Linkin Park Underground-on: 2001)
- Underground V2.0 (2002)
- Underground V3.0 (2003)
- Underground 4.0 (2004)
- Underground 5.0 (2005)
- Underground 6 (2006)
- Underground 7 (2007)
- MMM...COOKIES: Sweet Hamster Like Jewels from America! (Underground 8) (2008)
- Songs from the Underground (2008)
- Underground 9: Demos (2009)
- Underground X: Demos (2010)
- Underground Eleven (2011)
- Underground 12 (2012)
- LP Underground XIII (2013)
- LP Underground XIV (2014. november 20.)
- LPU 15 (2015. november 21.)

Videoalbumok
- Frat Party at the Pankake Festival (2001)
- Meteora (2003)
- Live in Texas (2003)
- Breaking the Habit (2004)
- Collision Course (2004)
- Minutes to Midnight (2007)
- Road to Revolution: Live at Milton Keynes (2008)

## Fordítás
- Ez a szócikk részben vagy egészben a Linkin Park című angol Wikipédia-szócikk fordításán alapul.  Az eredeti cikk szerkesztőit annak laptörténete sorolja fel. Ez a jelzés csupán a megfogalmazás eredetét és a szerzői jogokat jelzi, nem szolgál a cikkben szereplő információk forrásmegjelöléseként.